# Kees Matthijssen

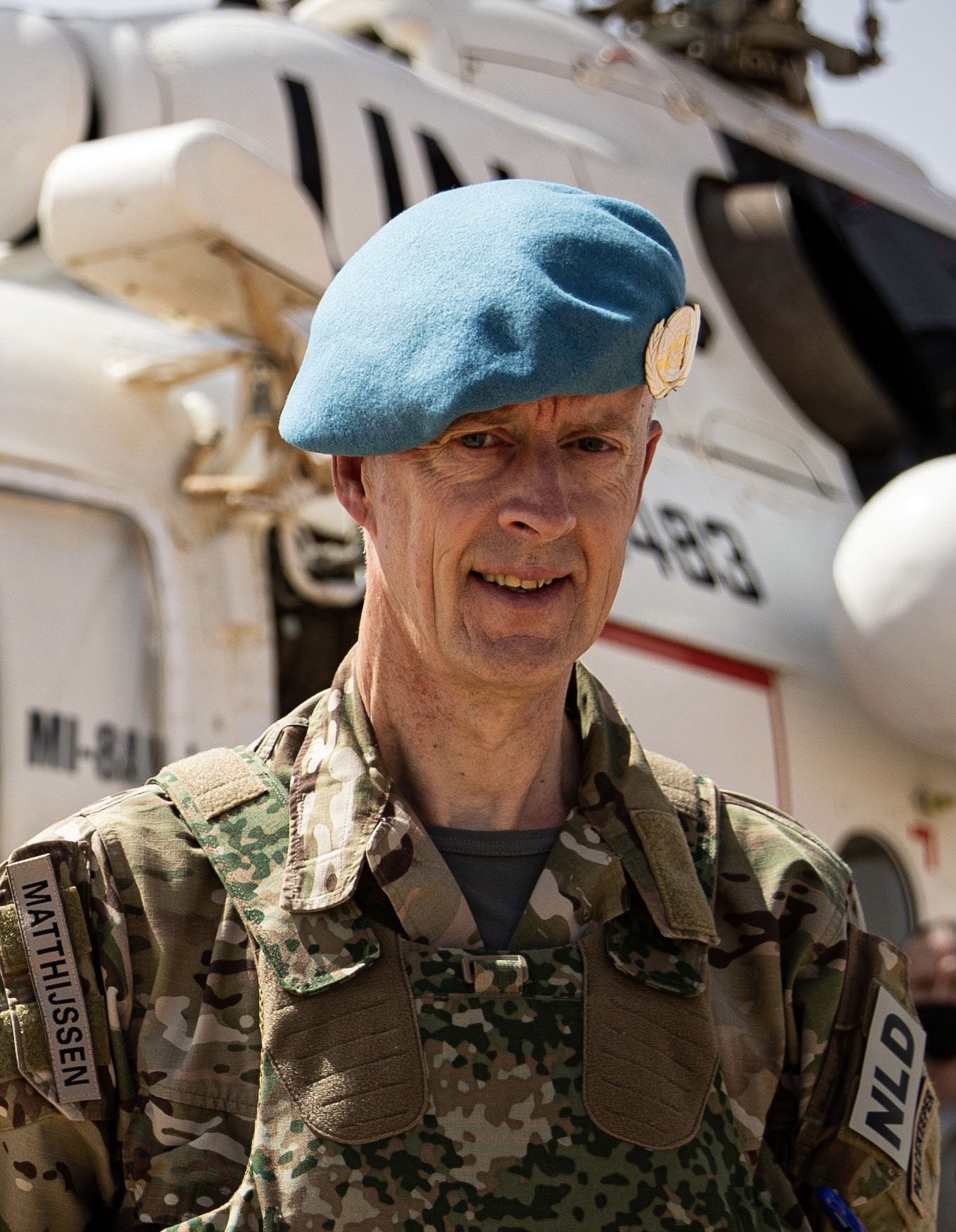
Kees Matthijssen als Force Commander van de VN-missie MINUSMA in Mali.

C.J. (Kees) Matthijssen (Zevenbergen, 3 juni 1961) is een Nederlandse militair in de rang van luitenant-generaal in de Koninklijke Landmacht. 

## Carrière
Kees Matthijssen begon zijn militaire loopbaan als dienstplichtige in 1981. Hij voltooide zijn dienstplicht voordat hij naar de Koninklijke Militaire Academie ging, waaraan hij in 1986 afstudeerde. Daarna was hij onder meer compagniescommandant en voerde het bevel over een pantserinfanterie- en, na het behalen van de rode baret, een luchtmobiele compagnie.
In die laatste functie werd Matthijssen met zijn compagnie in 1995, als onderdeel van 13 Infanteriebataljon (Air Assault) Regiment Stoottroepen Prins Bernhard, uitgezonden naar Srebrenica in Bosnië en Herzegovina, als onderdeel van de UNPROFOR-missie (United Nations Protection Force). Hij maakte de val van de enclave mee in juli 1995.
Van 1996-1997 was Matthijssen S4 (Hoofd Logistiek) van 11 Infanteriebataljon (Air Assault) Garde Grenadiers en Jagers  en later van 2000-2003 G3 (Hoofd Operatien) van 11 Luchtmobiele Brigade, toen de Brigade haar operationele gereedheidsstatus behaalde. Begin 2001 was hij ook onderdeel van het NLD Liaison team bij het US Central Command in Tampa, Florida, tijdens de eerste fase van de ISAF-missie (International Security Assistance Force) in Afghanistan. In de periode 2003-2006 voerde Matthijssen zelf het bevel over het 13 Infanteriebataljon (Air Assault). In deze periode werd hij met het bataljon naar Irak uitgezonden, waarvoor de eenheid werd versterkt tot een gevechtsgroep. Daarna volgde een plaatsing bij de Defensiestaf.
Na zijn bevordering tot kolonel voerde Matthijssen van juli 2008 tot februari 2009 het bevel over Task Force Uruzgan (TFU), een eenheid ter grootte van een brigade, in de provincie Uruzgan in Afghanistan. De eenheid bestond, naast ca. 1500 Nederlanders, uit militairen uit Australië, Tsjechië, Slowakije, Frankrijk en Singapore.
Van 2010 tot 2013 was hij Director of Staff (uitvoerend chef-staf) van de Landmachtstaf, gevolgd door een functie als militair adviseur bij het Ministerie van Buitenlandse zaken. 
In 2014 werd Matthijssen bevorderd tot brigadegeneraal en kreeg hij het commando over 11 Luchtmobiele Brigade (Air Assault) 7 December. In 2015 vormde de brigade de kern van de NAVO-reactiemacht en daarmee voerde Matthijssen het bevel over de eerste Very high readiness Joint Task Force (VJTF) van de NAVO in de testfase van dit nieuwe NAVO-concept. In 2017 droeg Matthijssen het commando over de Luchtmobiele Brigade over aan brigadegeneraal Ron Smits. 
Matthijssen werd bevorderd tot generaal-majoor en was van 2017-2019 Plaatsvervangend Commandant van de Koninklijke Landmacht, een functie die tevens de taken van Gouverneur van de Hoofdstad en Inspecteur der Reservisten van de Koninklijke Landmacht omvat. In 2019 werd Matthijssen aangesteld bij NATO Allied Joint Forces Command Brunssum als Deputy Chief of Staff Plans.
Van januari 2022 tot januari 2023 was Matthijssen Force Commander van de VN-missie MINUSMA in Mali, in de rang van luitenant-generaal. Hij voerde hierin het bevel over bijna 14.000 militairen uit 60 verschillende landen.
Naast zijn bachelordiploma van de Militaire Academie voltooide hij in 1998 de Hogere Militaire Vorming. In 2010 voltooide hij een opleiding aan het US Army War College en behaalde hij een Master of Strategic Studies graad. In 2019 voltooide hij de United Nations Senior Mission Leader course.

## Persoonlijk
Matthijssen is getrouwd en hij woont met zijn vrouw in Noord-Brabant. Zij hebben samen een zoon en een dochter, en drie kleinkinderen. Sport is voor hem belangrijk om fysiek en mentaal fit te blijven. Hij heeft een brede interesse voor sport en is zelf bijzonder actief fietser. 

## Onderscheidingen
Nationaal is Matthijssen in 2023 door de Staatssecretaris van Defensie Christophe van der Maat, Koninklijk onderscheiden als Officier in de Orde van Oranje-Nassau met de zwaarden.
Eerder dat jaar ontving hij uit handen van de Minister van Defensie, Kajsa Ollongren, de Herinneringsmedaille Internationale Missies voor zijn inzet als force commander in de VN-missie Mission des Nations Unies au Mali (MINUSMA) in Mali.
In 2022 ontving hij het Ereteken van Verdienste in brons als lid van Dutchbat III, dat is toegekend door de Minister-President als erkenning voor de wijze waarop Dutchbat in onmogelijke omstandigheden toch het al het mogelijke heeft gedaan tijdens de aanval en de val van de enclave Srebrenica in Bosnie-Herzegovina.
In 2021 ontving hij Frankrijks hoogste onderscheiding, officier in het Légion d'honneur voor zijn bijzondere inspanningen in meerdere functies voor de Frans-Nederlandse samenwerking. 
Eerder in 2019 ontving hij het Duitse Ehrenkreuz der Bundeswehr in Gold, voor zijn bijzondere inspanningen in meerdere functies voor de Duits-Nederlandse samenwerking. 
In 2009 ontving hij de Slowaakse Peacekeeping Service Medal voor de samenwerking met de Slowaakse eenheid in Uruzgan.
In zijn rol als Director of Staff ontving hij de Legpenning in goud van de Commandant Landstrijdkrachten voor zijn verdiensten in die functie, waarin hij tevens belast was met het programma-management voor de implementatie binnen de Landmacht van de bezuinigingen zoals opgedragen door het Kabinet Rutte I.
Voorts is Matthijssen onderscheiden met:
- UN United Nations Bosnia UNPROFOR Medal
- Herinneringsmedaille VN Vredesoperatie - Bosnie-Herzegowina
- De Nederlandse Herinneringsmedaille Vredesoperaties met gesp Irak en ISAF
- NAVO non-artikel 5-medaille
- Onderscheidingsteken voor Langdurige Dienst als officier met jaarteken XXXV
- De Landmachtmedaille
- Kruis voor Betoonde Marsvaardigheid (Nijmeegse Vierdaagse kruis) 2x
- TMPT kruis (KNVRO)